# Episodi di Sentinel (terza stagione)
| nº | Titolo originale     | Titolo italiano                        | Prima TV USA      | Prima TV Italia |
| -- | -------------------- | -------------------------------------- | ----------------- | --------------- |
| 1  | Warriors             | Guerrieri                              | 10 settembre 1997 |                 |
| 2  | Three point shot     | Tiro da tre punti                      | 17 settembre 1997 |                 |
| 3  | The girl next door   | La ragazza della porta accanto         | 24 settembre 1997 |                 |
| 4  | Poachers             | Cacciatori di frodo                    | 01 ottobre 1997   |                 |
| 5  | The inside man       | L'infiltrato                           | 15 ottobre 1997   |                 |
| 6  | Vendetta             | Vendetta                               | 29 ottobre 1997   |                 |
| 7  | Fool me twice        | il tiranno                             | 05 novembre 1997  |                 |
| 8  | Storm warning        | L'isola dell'uragano                   | 12 novembre 1997  |                 |
| 9  | Red ice              | Ghiaccio rosso                         | 19 novembre 1997  |                 |
| 10 | Dead certain         | La collega di Cassie                   | 26 novembre 1997  |                 |
| 11 | Breaking ground      | Lo scavo                               | 17 dicembre 1997  |                 |
| 12 | Prisoner x           | Prigioniero X                          | 14 gennaio 1998   |                 |
| 13 | The trance           | Trance                                 | 21 gennaio 1998   |                 |
| 14 | Mirror image         | L'angelo vendicatore                   | 11 febbraio 1998  |                 |
| 15 | Finkelman's folly    | Banks in pericolo                      | 18 febbraio 1998  |                 |
| 16 | Sweet science        | Box e nobile arte                      | 25 febbraio 1998  |                 |
| 17 | Remembrance          | Frammenti di memoria                   | 11 marzo 1998     |                 |
| 18 | Love kills           | L'amore uccide                         | 18 marzo 1998     |                 |
| 19 | Crossroads           | Il virus dei soldi                     | 22 aprile 1998    |                 |
| 20 | Foreign exchange     | Programma scambio                      | 29 aprile 1998    |                 |
| 21 | Neighborhood watch   | Ronda di quartiere                     | 06 maggio 1998    |                 |
| 22 | Night shift          | Turno di notte                         | 13 maggio 1998    |                 |
| 23 | Sentinel too part. 1 | Una sentinella di troppo (prima parte) | 28 maggio 1998    |                 |